# Börsenkalender
Ein Börsenkalender ist eine Zusammenstellung der Termine von Ereignissen, die für den börslichen Handel mit Wertpapieren von Bedeutung sind. Hierzu zählen börsentechnische Termine wie handelsfreie Tage und Verfallstage, unternehmensbezogene Ereignisse wie Hauptversammlungen und die Veröffentlichung von Geschäftsberichten sowie Bekanntgabetermine für volkswirtschaftliche Daten und geldpolitische Entscheidungen. Auch die Vermeldung von Umfrageergebnissen wie dem ifo-Geschäftsklimaindex und Einkaufsmanagerindizes gehören zu den terminierten börsenrelevanten Ereignissen.
Börsenkalender erschienen früher in Buchform und werden heute online von Wirtschaftsinformationsdiensten bereitgestellt und/oder auf Börsenportalen veröffentlicht.
Wenn sich der Kalender auf handelstechnische Termine der Börsenbetreiber beschränkt, spricht man von einem Handelskalender, während die Zusammenstellung ausschließlich volkswirtschaftlicher Veröffentlichungstermine auch Wirtschaftskalender genannt wird.